# Meyer & Gelhorn Bankhaus
Meyer & Gelhorn Bankhaus (Dom Bankowy Meyer & Gelhorn) – bank o kapitale żydowskim działający w Gdańsku w latach 1867–1917 

## Historia
W 1867 kupcy Aron Simon Meyer (1824–1887) i Albert Christian Gelhorn (1834–1910) założyli dom bankowy Meyer & Gelhorn. Po ich śmierci jego właścicielami zostali ich synowie - dr Albert Meyer (1855–1915) oraz Erich Hermann Gelhorn (1876–1930). W 1917 połączył się on z Danziger Credit-Bank, który w 1921 przekształcił się we współzależny od Dresdner Bank Danziger Creditanstalt A.G. Tym samym aktywa i pasywa domu bankowego Meyer & Gelhorn przeszły na Dresdner Bank.

## Siedziba
W latach 1897–1899 siedziba domu bankowego mieściła się przy Langer Markt 40 (ob. Długi Targ), w 1921 przy Langer Markt 38.